# Caligo oedipus
Caligo oedipus är en fjärilsart som beskrevs av Hans Ferdinand Emil Julius Stichel 1903. Caligo oedipus ingår i släktet Caligo och familjen praktfjärilar. Inga underarter finns listade i Catalogue of Life.